# Lac Mastigou
Lac Mastigou är en sjö i Kanada.   Den ligger i regionen Lanaudière och provinsen Québec, i den sydöstra delen av landet, 210 km nordost om huvudstaden Ottawa. Lac Mastigou ligger 419 meter över havet. Arean är 2,1 kvadratkilometer. Den sträcker sig 3,1 kilometer i nord-sydlig riktning, och 2,9 kilometer i öst-västlig riktning.
I omgivningarna runt Lac Mastigou växer i huvudsak blandskog. Trakten runt Lac Mastigou är nära nog obefolkad, med mindre än två invånare per kvadratkilometer.